# Tim Niemeyer
Tim Niemeyer (* 20. Oktober 1984) ist ein deutscher Sportjournalist und Fernsehmoderator.

## Laufbahn
Niemeyer moderierte beim Lokalsender Hamburg 1 die Sportsendung Rasant  und war Leiter der Sportredaktion. Er leitete darüber hinaus weitere  Sendungen wie das Frühcafé sowie das Hochbahnmagazin.
Er wurde gemeinsam mit Jörg Rositzke Geschäftsführer der Hamburger Produktionsfirma Content Media Production GmbH. Ab August 2018 moderierte Niemeyer die Sendung Kickoff – Das GFL-Football-Magazin auf Sport1.